# Vittåtel
Vittåtel (Aira caryophyllea) är en växtart i familjen gräs.